# Mirosław Dzień
Mirosław Dzień (ur. 12 grudnia 1965) – polski poeta, przedstawiciel nurtu metafizycznego, eseista, krytyk literacki, profesor Uniwersytetu Bielsko-Bialskiego.
Absolwent filozofii i teologii Katolickiego Uniwersytetu Lubelskiego. W latach 1988–1990 stypendysta Internationale Akademie fur Philosophie w Liechtensteinie. Doktor habilitowany nauk humanistycznych w zakresie literaturoznawstwa Uniwersytetu Wrocławskiego. Autor kilkudziesięciu artykułów, esejów i recenzji publikowanych m.in. w „Tekstach Drugich”, „Kwartalniku Artystycznym”, „Toposie”, „Kresach”. Jego utwory drukowane były m.in. w „Kulturze” (Paryż), „Tygodniku Powszechnym”, „Twórczości”, „Odrze”, „Zeszytach Literackich”, „Więzi”, „Kresach”, „Kwartalniku Artystycznym”, „Toposie”, „Frondzie”, a także w kilku znaczących antologiach. Trzykrotnie nominowany do Nagrody Poetyckiej im. K.I. Gałczyńskiego - Orfeusz: w 2014 za tom Linia, w 2015 za tom Axis Mundi, a w 2020 za Thambos.. Wyróżniony w konkursie o Nagrodę Literacką im. ks. Jana Twardowskiego 2021 za tom Ptaki, ptaszki. Kierownik Katedry Nauk Ekonomicznych i Społecznych Akademii Techniczno-Humanistycznej w Bielsku-Białej (2014-2019). Od 2018 roku członek Rady Programowej „Instytutu Literatury” i "Nowego Napisu". 

## Poezja
- Trzy zdania z Lacana (nakładem autora, Bielsko-Biała 1991)
- Jeżeli dobro (nakładem autora, Cieszyn 1992)
- Koła wewnętrznych kół (Wydawnictwo a5, Poznań 1997)
- Cierpliwość (Open, Warszawa 1998)
- Światło w szklance wody (Towarzystwo Przyjaciół Sopotu, Sopot 2008)
- Linia (Towarzystwo Przyjaciół Sopotu, Sopot 2013)
- Axis Mundi (Towarzystwo Przyjaciół Sopotu, Sopot 2014)
- Gościna. Wiersze i kantyczki (Towarzystwo Przyjaciół Sopotu, Sopot 2016)
- Thambos (Towarzystwo Przyjaciół Sopotu, Sopot 2019)
- Ptaki, ptaszki (Towarzystwo Przyjaciół Sopotu, Sopot 2020)

## Rozprawy naukowe, szkice i artykuły
- Człowiek w perspektywie eschatologicznej w poezji Czeslawa Milosza i Tadeusza Rozewicza. Studium analityczno-interpretacyjne, t.1-2 (Wydawnictwo ATH, Bielsko-Biała 2010)
- Motywy eschatologiczne w poezji Zbigniewa Herberta, Studium analityczno-interpretacyjne, t.1-2 (Wydawnictwo ATH, Bielsko-Biala 2014).
- Liryka i aksjologia. Rozmowy o poezji i sztuce polskiej przełomu XX i XXI wieku (współnie z Markiem Bernackim), (Wydawnictwo ATH, Bielsko-Biała 2018).
- Etyka i ryzyko w biznesie (wspólnie z Anetą Madydą). (Wydawnictwo ATH. Bielsko-Biała 2019).
- O męczeństwie rozumu i zarazie świata. (Biblioteka "Toposu", Towarzystwo Przyjaciół Sopotu. Sopot 2021). - wyróżnienie w konkursie o Nagrodę im. Józefa Mackiewicza (2022).
- Wobec. 21 esejów o zarazie Świata. (Biblioteka "Toposu". Gdynia-Kraków 2023).
- Kwaśne prowincje. Eseje paschalne i literackie (Wydawnictwo Uniwersytetu Bielsko-Bialskiego. Bielsko-Biała 2024).